# Crow Canyon (kultura Anasazi)

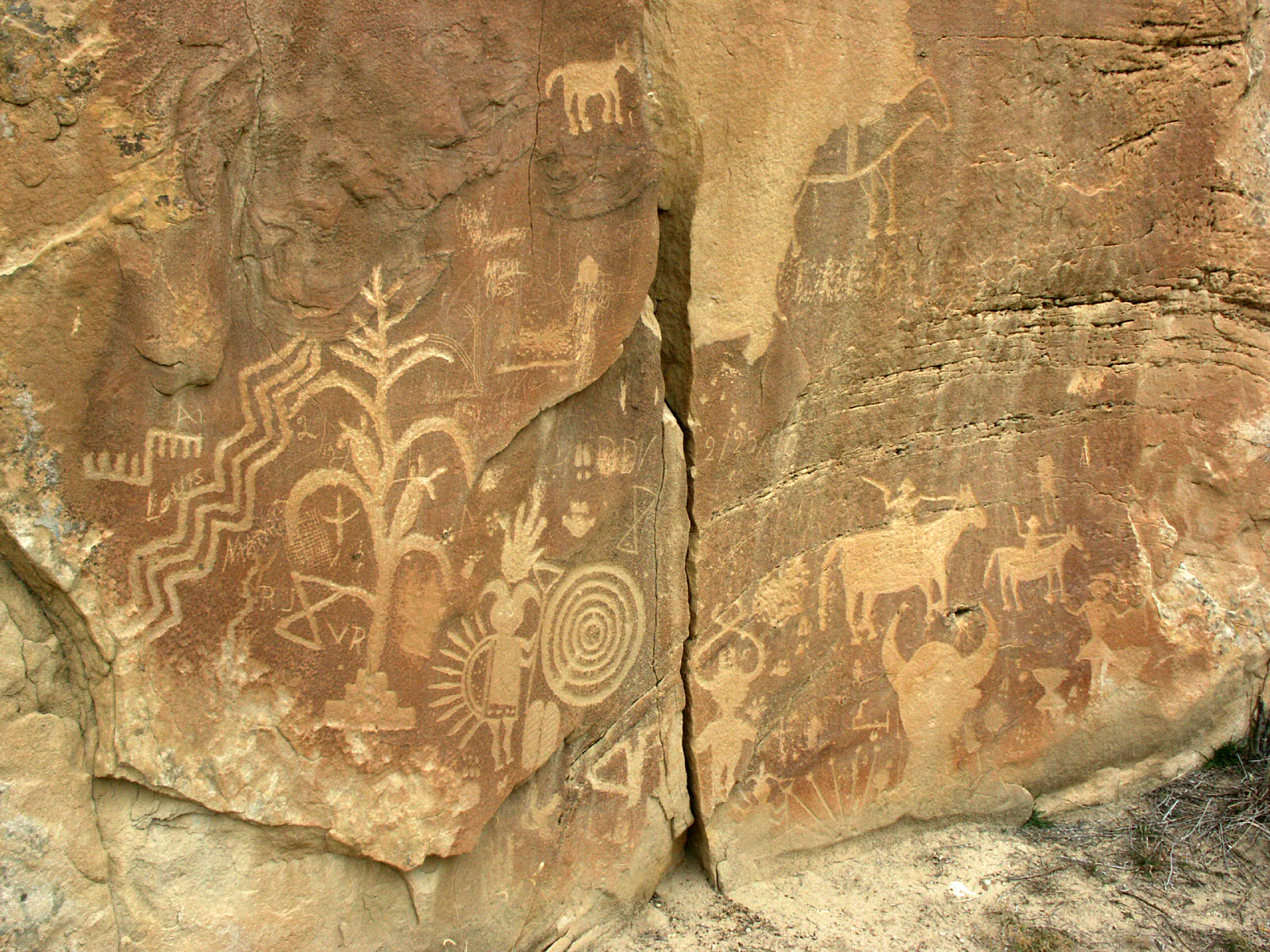
Rysunki naskalne w Crow Canyon

Crow Canyon (pol. Kruczy Kanion) – historyczne miejsce w Hrabstwie Rio Arriba w Nowym Meksyku, około 30 km na południowy wschód od miasta Farmington. Położony w tzw. Dinétah – tradycyjnej ojczyźnie ludu Navaho. W miejscu tym znajdują się liczne zabytki sztuki i architektury prekolumbijskiej. Istnieje kilka dużych paneli petroglifów, które obejmują zarówno dzieła ludu Anasazi jak i Navajo i Pueblo.
Kruczy Kanion znajdował się w centrum osadnictwa ludu Anasazi, do tej pory widać w nim silne ślady ich bytności np. obronne osiedla.
W półpustynnym kanionie w okresie rozkwitu tutejszej kultury zamieszkiwało 5000 ludzi, porównywalnie w tym samym czasie w nadmorskim Londynie mieszkało 10 tys.
Analiza zdjęć satelitarnych tego rejonu zrobionych przez NASA wykazała obecność pozostałości sieci dróg stworzonych przez Anasazi.
Drogi miały 9 m szerokości i rozciągały się na długościach do 300 km. Drogi te łączą liczne osady na przestrzeni 600 km usytuowane na linii jaką tworzy 108 południk.
Pozostałości zabudowań Anazasi, wykorzystali Navajo tworząc z nich w okresie konfliktu z Ute w XVIII w. swoje obronne budowle tzw. pueblitos.
Liczna i zamożna społeczność tego rejonu pozostawiła w ziemi mnogość zabytków, które próbują zdobywać złodzieje, ale też zalegalizowani poszukiwacze np. Nick Fergis.
Kanion został dodany do amerykańskiego rejestru miejsca historycznych (National Register of Historic Places) w 1974 roku, a jego badaniami zajmuje się założony w 1983 r. ośrodek archeologiczny Crow Canyon Archaeological Center.